# AMC (canal de televisão)
AMC é um canal de televisão por assinatura multinacional norte-americana que é a principal propriedade da AMC Networks. A programação do canal consiste principalmente de filmes lançados nos cinemas, juntamente com uma quantidade limitada de programação original. O nome do canal originalmente significava "American Movie Classics", mas desde 2002 o nome completo perdeu a ênfase como resultado de uma grande mudança em sua programação, se tornando apenas "AMC".
Em julho de 2015, o AMC foi recebido por aproximadamente 94 milhões de domicílios nos Estados Unidos que assinam um serviço de televisão paga (81,5% dos domicílios dos EUA com pelo menos um aparelho de televisão).
Em junho de 2020, foi lançado o serviço de streaming AMC+ com conteúdos sem comerciais, que inclui acesso antecipado as séries da AMC e produções das redes irmãs BBC America, IFC e Sundance TV. Há também coleções completas de outros serviços da AMC Networks, incluindo Shudder, Sundance Now e IFC Films Unlimited. O serviço de streaming está disponível por US$ 8,99 apenas nos Estados Unidos.

## História

### 1984–2002: Foco em filmes clássicos
American Movie Classics, como o AMC era originalmente conhecido, estreou em 1 de outubro de 1984, como um canal premium da Rainbow Programming Services (uma subsidiária da Cablevision). Seu formato original focava em filmes clássicos - principalmente aqueles feitos antes dos anos 1970 - que iam ao ar durante a tarde e no início da noite em um formato comercial grátis, geralmente não editado, sem cortes e não colorido. A nova rede substituiu o Montage, um canal com formato semelhante que estava sendo oferecido aos assinantes da Cablevision na área de Nova York.
Em 1985, a Rainbow envolveu-se em uma disputa com o Turner Broadcasting System de Ted Turner sobre os direitos de transmissão para a biblioteca de filmes MGM/UA. Em 30 de julho daquele ano, a Rainbow pagou US$ 45 milhões para licenciar até 800 filmes pré-1950 da biblioteca. Semanas depois, Turner anunciou um acordo para comprar o estúdio de cinema com a intenção de exibir os filmes em sua Superstation WTBS. A Rainbow afirmou que tinha direitos básicos exclusivos de transmissão dos filmes pelos próximos cinco anos. Apesar de seu amplo transporte de cabos, Turner afirmou que, como a WTBS era uma estação de transmissão, a restrição não se aplicava. Isso levou as duas empresas a entrar com ações judiciais em setembro uma contra a outra e a MGM/UA rescindindo o contrato com a Rainbow porque a Rainbow supostamente o violou quando anunciou sua intenção de oferecer AMC a provedores de cabo como um serviço básico e premium. Em outubro, o processo foi encerrado com a Rainbow recebendo US$ 50 milhões e um acordo para rescindir o acordo de licenciamento em 31 de dezembro de 1985, antes do qual a AMC não teria permissão para se converter em um serviço básico. Turner completaria a aquisição da MGM no início de 1986, mas sua propriedade duraria muito pouco, com ele a vendendo de volta ao proprietário anterior meses depois. No entanto, ele manteria a biblioteca de filmes e executaria seu plano original de exibir os filmes na WTBS e, mais tarde, em suas novas redes Turner Network Television e Turner Classic Movies (um concorrente direto da AMC).
Em 1.º de dezembro de 1990, a AMC começou a operar 24 horas por dia. Começando em 1993, a AMC apresentou um Festival de Preservação de Filmes anual para aumentar a conscientização e o financiamento para a preservação de filmes. Coordenado com The Film Foundation, um grupo da indústria fundado pelo aclamado diretor Martin Scorsese, o festival foi originalmente concebido como uma maratona de vários dias apresentando filmes raros e anteriormente perdidos, muitos deles sendo exibidos pela primeira vez na televisão, junto com os bastidores - relatos de cenas sobre as questões técnicas e monetárias enfrentadas por aqueles envolvidos na restauração de arquivos. Partes do festival eram frequentemente dedicadas a maratonas de um dia inteiro com foco em um único artista. Durante seu quinto ano de aniversário em 1998, Scorsese creditou o Festival por criar "não apenas uma maior conscientização, mas [...] mais uma expectativa agora de ver filmes restaurados." Em 1996, a curadora do Museu de Arte Moderna Mary Lee Bandy chamou o Festival de "o evento público mais importante de apoio à preservação do filme". Em seu décimo aniversário em 2003, o Festival arrecadou US$ 2 milhões do público em geral, que a The Film Foundation dividiu entre seus arquivos de cinco membros.
Em 1993, a divisão Rainbow Media da Cablevision tornou-se a proprietária majoritária do canal, quando comprou 50% ações da Liberty Media da AMC, a Liberty mais tarde anunciou sua intenção de comprar 25% das ações do canal que a Cablevision detinha na época, com o Turner Broadcasting System ajudando a financiar a compra que incluía uma opção para a TBS eventualmente adquirir a AMC. No ano seguinte, a Time Warner (que mais tarde comprou a rival Turner Classic Movies após a aquisição da Turner Broadcasting System em 1996) também tentou adquirir pelo menos parte da participação da Liberty Media na AMC.
Por volta dessa época, a General Electric / NBC detinha uma participação na AMC - que desinvestiu no início dos anos 2000. De 1996 a 1998, a AMC exibiu sua primeira série original, Remember WENN, uma série com roteiro de meia hora sobre uma estação de rádio durante o auge da influência do rádio na década de 1930. O programa foi bem recebido tanto pela crítica quanto por seus fãs entusiasmados, mas foi abruptamente cancelado após sua quarta temporada após mudanças de gerenciamento no canal (WENN foi seguido por The Lot, que durou apenas 16 episódios). Apesar de uma campanha escrita bem divulgada para salvar a série, o show não foi renovado para sua quinta temporada originalmente agendada.

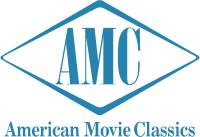
Logotipo da AMC usado de 2000 a 2002

Um dos programas populares da AMC também foi American Pop! (originalmente planejado como uma prévia de um novo canal a cabo 24 horas), que funcionou de 1998 a 2003 e apresentou filmes dos anos 1950 e 1960 voltados para os baby boomers (como Beach Blanket Bingo e Ski Party). Também era transmitido  trailers de filmes clássicos, anúncios de filmes drive-in e snipes (bits que exaltam os espectadores a visitarem a lanchonete etc.), junto com videoclipes copiados de musicais do período.
A maioria dos filmes apresentados na AMC durante os anos 1990 foram originalmente lançados pela Paramount Pictures, 20th Century Fox, Columbia Pictures e Universal Studios. O canal também exibia ocasionalmente filmes mudos clássicos. Os apresentadores regulares das transmissões foram Bob Dorian e, mais tarde, Nick Clooney (pai do ator e empresário George Clooney), bem como a personalidade do rádio de Nova York Gene Klavan do WNEW (11h30, agora WBBR ).
Durante a maior parte de seus primeiros 18 anos de existência, a AMC forneceu filmes não cortados e não coloridos sem interrupção comercial. Sua receita veio de taxas de transporte fornecidas pelos assinantes de TV a cabo que mantinham contratos de transporte com o canal. No entanto, em 1998, a AMC começou a aceitar a publicidade tradicional, incorporando interrupções comerciais limitadas entre os filmes (seu canal de filmes irmão Romance Classics, que havia sido lançado apenas um ano antes, tornou-se um canal totalmente patrocinado por publicidade naquele momento). Em 2001, a AMC também incorporou intervalos comerciais durante suas transmissões de filmes. Como resultado dessa mudança, a Turner Classic Movies se tornou a única das duas redes com foco em filmes clássicos a apresentar seus filmes sem comerciais.

### 2002–2009: Mudança de formato e expansão para a programação original

Logotipo da AMC, usado de 2002 a 2013

Em 30 de setembro de 2002, AMC passou por uma mudança significativa de marca, mudando seu formato de um canal de filmes clássicos, ampliando para um foco mais geral em filmes de todas as eras - bem como encurtando seu nome para apenas a abreviatura "AMC", e a introdução de um novo logotipo (um contorno retangular com um texto "aMC" em letras maiúsculas e minúsculas) e um novo slogan que diz "TV for Movie people" (TV para Pessoas de Filmes). Kate McEnroe, então presidente da Rainbow Media, citou a falta de subsídios de provedores de cabo como o motivo para a adição de publicidade. Na época da mudança de formato, a empresa também tentou lançar um canal digital a cabo spin-off, o Hollywood Classics da AMC, que exigiria que os telespectadores pagassem uma taxa extra para receber o canal. Este canal sem comerciais transmitiria clássicos em preto e branco dos anos 1930 aos anos 1950, que American Movie Classics estava transmitindo até sua mudança de formato; no entanto, o novo canal nunca foi lançado.
A rede também trouxe gradualmente de volta a programação original. De 2003 a 2007, o AMC foi um canal focado em filmes americanos parcialmente clássicos, bem como documentários sobre a história do cinema, como Backstory e Movies That Shook the World. Em 1 de setembro de 2006, o AMC tornou-se oficialmente disponível no Canadá para clientes de TV a cabo da Shaw Cable e clientes de satélite da Shaw Direct (anteriormente StarChoice), marcando a primeira vez que a rede foi disponibilizada fora dos Estados Unidos.
No final de 2007, a rede estreou sua primeira série dramática original Mad Men, uma série de época sobre executivos de publicidade da Madison Avenue na década de 1960. O show foi imediatamente elogiado pela crítica, e ganhou 16 Primetime Emmy Awards e um prêmio Peabody. Breaking Bad, um drama sobre um professor de química com câncer (interpretado por Bryan Cranston) envolvido na fabricação e comercialização de metanfetamina, estreado em 2008; também recebeu aclamação da crítica, ganhando 16 Primetime Emmy Awards. Breaking Bad e Mad Men encerraram suas exibições em 2013 e 2015, respectivamente, com o primeiro recebendo um spin-off chamado Better Call Saul.

### 2009–2013: "Story Matters Here"
Em 31 de maio de 2009, durante o final da segunda temporada de Breaking Bad, a AMC mudou a marca com a introdução de um novo slogan, "Story Matters Here" ("História Importam Aqui"). Mais tarde naquele ano, a rede estreou sua segunda minissérie, The Prisoner. Em 2010, também estreou Rubicon e The Walking Dead, porém, Rubicon foi cancelado e The Walking Dead se tornou um enorme sucesso e se tornou o programa com script mais assistido na história da TV a cabo.
Em 2011, a Cablevision superou a Rainbow Media em uma empresa separada, que foi renomeada como AMC Networks, após sua rede de cabos principal. O fundador da Cablevision, Charles Dolan, e sua família continuam a deter o controle da empresa. Também durante este ano, a rede apresentou dois novos dramas (The Killing e Hell on Wheels), duas web séries originais (The Trivial Pursuits of Arthur Banks e The Walking Dead: Torn Apart), e o talking show sobre Walking Dead, Talking Dead. Em 2012, a AMC estreou três reality shows originais: The Pitch, Comic Book Men e Small Town Security ; junto com uma segunda série da web derivada de The Walking Dead, The Walking Dead: Cold Storage.

### 2013 – presente: "Something More"

Logotipo da AMC, usado de 2013 a 2019

Em 31 de março de 2013, durante o final da terceira temporada de The Walking Dead, a AMC revelou uma campanha de reformulação da marca com o novo slogan "Something More" ("Algo Mais"), e inverteu o logotipo feito com o cortuno de uma caixa retangular, para um bloco preenchido e com o nome acrônimo do canal no centro. Devido ao sucesso de Breaking Bad, a AMC também criou um talking show chamado Talking Bad.
Em 2014, a AMC Media comprou a gigante europeia Chello Media da Liberty Global. Em novembro de 2014, a AMC Networks renomeou o Canal MGM europeu mudando seu nome para AMC.

## Programação original
Embora os filmes ainda sejam uma parte importante de sua programação, a rede tem chamado a atenção nos últimos anos por suas séries originais. A maior parte da programação original da AMC antes de 2007 consistia em documentários relacionados a filmes e programas de revisão. O lançamento de Mad Men em 2007, seguido por Breaking Bad em 2008, deu à AMC uma reputação igual à da HBO e Showtime.

### Dramas
| Ano  | Título                         | Gênero                        | Transm. Original                               | Temporada(s)                 | Duração    | Status                            |
| ---- | ------------------------------ | ----------------------------- | ---------------------------------------------- | ---------------------------- | ---------- | --------------------------------- |
| 2007 | Mad Men                        | Drama de época                | 19 de julho de 2007 – 17 de maio de 2015       | 7 temporadas, 92 episódios   | 45–57 min. | Finalizada                        |
| 2008 | Breaking Bad                   | Drama criminal                | 20 de janeiro de 2008 – 29 de setembro de 2013 | 5 temporadas, 62 episódios   | 43–60 min. | Finalizada                        |
| 2010 | Rubicon                        | Thriller                      | 13 de junho – 17 de outubro de 2010            | 1 temporada, 13 episódios    | 45 min.    | Cancelada                         |
| 2010 | The Walking Dead               | Terror Drama pós-apocalíptico | 31 de outubro de 2010 – presente               | 10 temporadas, 153 episódios | 41–67 min. | Em exibição                       |
| 2011 | The Killing                    | Drama criminal Mistério       | 3 de abril de 2011 – 4 de agosto de 2013       | 3 temporadas, 37 episódios   | 42–59 min. | Cancelada (Finalizada na Netflix) |
| 2011 | Hell on Wheels                 | Faroeste                      | 6 de novembro de 2011 – 23 de julho de 2016    | 5 temporadas, 57 episódios   | 40–50 min. | Finalizada                        |
| 2013 | Low Winter Sun                 | Drama criminal                | 11 de agosto – 6 de outubro de 2013            | 1 temporada, 10 episódios    | 43 min.    | Cancelada                         |
| 2014 | TURИ: Washington's Spies       | Drama histórico               | 6 de abril de 2014 – 12 de agosto de 2017      | 4 temporadas, 40 episódios   | 41–57 min. | Finalizada                        |
| 2014 | Halt and Catch Fire            | Drama de época                | 1 de junho de 2014 – 14 de outubro de 2017     | 4 temporadas, 40 episódios   | 41–53 min. | Finalizada                        |
| 2015 | Better Call Saul               | Comédia Humor ácido           | 8 de fevereiro de 2015 – 15 de agosto de 2022  | 6 temporadas, 63 episódios   | 41–60 min. | Finalizada                        |
| 2015 | Fear the Walking Dead          | Terror Drama pós-apocalíptico | 23 de agosto de 2015 – presente                | 6 temporadas, 85 episódio    | 43–65 min. | Em exibição                       |
| 2015 | Into the Badlands              | Ação Aventura                 | 15 de novembro de 2015 – 6 de maio de 2019     | 3 temporadas, 32 episódios   | 44 min.    | Cancelada                         |
| 2016 | Preacher                       | Ação Sobrenatural             | 22 de maio de 2016 – 29 de setembro de 2019    | 4 temporadas, 43 episódios   | 41–65 min. | Finalizada                        |
| 2016 | Feed the Beast                 | Drama criminal                | 5 de junho – 2 de agosto de 2016               | 1 temporada, 10 episódios    | 46 min.    | Cancelada                         |
| 2017 | The Son                        | Faroeste                      | 8 de abril de 2017 – 29 de junho de 2019       | 2 temporadas, 20 episódios   | 42–49 min. | Finalizada                        |
| 2018 | Dietland                       | Humor ácido                   | 4 de junho – 30 de julho de 2018               | 1 temporada, 10 episódios    | 45 min.    | Cancelada                         |
| 2018 | Lodge 49                       | Comédia Mistério              | 6 de agosto de 2018 – 14 de outubro de 2019    | 2 temporadas, 20 episódios   | 42–52 min. | Cancelada                         |
| 2019 | NOS4A2                         | Terror sobrenatural           | 2 de junho de 2019 – 23 de agosto de 2020      | 2 temporadas, 20 episódios   | 40–56 min. | Finalizada                        |
| 2020 | The Walking Dead: World Beyond | Terror Drama pós-apocalíptico | 4 de outubro de 2020 – 5 de dezembro de 2021   | 2 temporada, 20 episódios    | 42–52 min. | Finalizada                        |

### Comédias
| Ano  | Título                 | Gênero            | Transm. Original                               | Temporada(s)               | Duração    | Status      |
| ---- | ---------------------- | ----------------- | ---------------------------------------------- | -------------------------- | ---------- | ----------- |
| 1996 | Remember WENN          | Comédia dramática | 31 de janeiro de 1996 – 11 de setembro de 1998 | 4 temporadas, 56 episódios | 30 min.    | Cancelada   |
| 1999 | The Lot                | Comédia dramática | 19 de agosto de 1999 – 22 de abril de 2001     | 2 temporadas, 17 episódios | 30 min.    | Finalizada  |
| 2021 | Kevin Can F**k Himself | Humor ácido       | 10 de junho de 2021 – presente                 | 1 temporada, 10 episódios  | 42–46 min. | Em exibição |

### Antologias
| Ano  | Título                    | Gênero                      | Transm. Original                            | Temporada(s)               | Duração    | Status      |
| ---- | ------------------------- | --------------------------- | ------------------------------------------- | -------------------------- | ---------- | ----------- |
| 2018 | The Terror                | Terror Thriller psicológico | 25 de março de 2018 – 14 de outubro de 2019 | 2 temporadas, 20 episódios | 40–56 min. | Finalizada  |
| 2020 | Dispatches from Elsewhere | Drama antológico            | 1 de março de 2020 – presente               | 1 temporada, 10 episódios  | 40–50 min. | Em exibição |
| 2020 | Soulmates                 | Drama antológico            | 5 de outubro de 2020 – presente             | 1 temporada, 6 episódios   | 43–47 min. | Em exibição |

### Minisséries
| Ano  | Título       | Gênero            | Transm. Original                        | Temporada(s)             | Duração | Status     |
| ---- | ------------ | ----------------- | --------------------------------------- | ------------------------ | ------- | ---------- |
| 2009 | The Prisoner | Ficção-científica | 15 de novembro – 17 de novembro de 2009 | 1 temporada, 6 episódios | 45 min. | Finalizada |

### Telefilmes
| Ano  | Título       | Gênero   | Lançamento          | Duração  |
| ---- | ------------ | -------- | ------------------- | -------- |
| 2006 | Broken Trail | Faroeste | 25 de junho de 2006 | 180 min. |

### Improviso
| Ano         | Título                      | Gênero                                | Transm. Original                              | Temporada(s)                | Duração    | Status      |
| ----------- | --------------------------- | ------------------------------------- | --------------------------------------------- | --------------------------- | ---------- | ----------- |
| 1989        | The Movie Masters           | Reality                               | 2 de agosto de 1989 – 19 de janeiro de 1990   | 1 temporada                 | 30 min.    | Finalizada  |
| 2005        | Movies That Shook the World | Docusérie                             | 9 de setembro – 30 de setembro de 2005        | 1 temporada, 13 episódios   | 22 min.    | Finalizada  |
| 2011        | Talking Dead                | Talk show                             | 16 de outubro de 2011 – presente              | 9 temporadas, 209 episódios | 45–60 min. | Em exibição |
| 2012        | Comic Book Men              | Reality                               | 12 de fevereiro de 2012 – 8 de abril de 2018  | 7 temporadas, 96 episódios  | 60 min.    | Finalizada  |
| 2012        | The Pitch                   | Reality                               | 30 de abril de 2012 – 3 de outubro de 2013    | 2 temporadas, 16 episódios  | 60 min.    | Finalizada  |
| 2012        | Small Town Security         | Reality                               | 15 de julho de 2012 – 24 de junho de 2014     | 2 temporadas, 24 episódios  | 30 min.    | Finalizada  |
| 2013        | Freakshow                   | Reality                               | 14 de fevereiro de 2013 – 24 de junho de 2014 | 2 temporadas, 24 episódios  | 20–23 min. | Finalizada  |
| Talking Bad | Talk show                   | 11 de agosto – 29 de setembro de 2013 | 1 temporada, 8 episódios                      | 30 min.                     | Finalizada |             |
| 2014        | Game of Arms                | Reality                               | 25 de fevereiro – 29 de abril de 2014         | 1 temporada, 10 episódios   | 40 min.    | Cancelada   |
| 2015        | The Making of the Mob       | Docusérie                             | 15 de junho de 2015 – 29 de agosto de 2016    | 2 temporadas, 16 episódios  | 26 min.    | Finalizada  |
| 2016        | Talking Saul                | Talk show                             | 15 de fevereiro de 2016 – presente            | 2 temporadas, 4 episódios   | 60 min.    | Em exibição |
| 2016        | Talking Preacher            | Talk show                             | 29 de maio de 2016 – 11 de setembro de 2017   | 2 temporadas, 4 episódios   | 30 min.    | Finalizada  |
| 2016        | The American West           | Docusérie                             | 11 de junho – 30 de julho de 2016             | 1 temporada, 8 episódios    | 30 min.    | Finalizada  |
| 2016        | Ride with Norman Reedus     | Reality                               | 12 de junho de 2016 – presente                | 5 temporadas, 30 episódios  | 40 min.    | Em exibição |